# Townsendia
Genre
Classification phylogénétique
Townsendia est un genre de plante à fleurs de la famille des Asteraceae. Ces plantes annuelles ou vivaces sont endémiques de l'Amérique du Nord occidentale. Leurs capitules ont des nuances de rose, de pourpre, de bleu, de blanc ou de jaune. Ce genre contient 21 espèces.

## Liste d'espèces
- Townsendia alpigena Piper
- Townsendia annua Beaman
- Townsendia aprica Welsh & Reveal
- Townsendia condensata Parry ex A.Gray
- Townsendia exscapa (Richards.) Porter
- Townsendia florifera (Hook.) Gray
- Townsendia gypsophila T.K.Lowrey & P.J.Knight
- Townsendia incana Nutt.
- Townsendia leptotes (Gray) Osterhout
- Townsendia nuttalli Dorn
- Townsendia parryi D.C.Eat.
- Townsendia scapigera D.C.Eat.
- Townsendia smithii  L.Shultz & A.Holmgren
- Townsendia spathulata Nutt.
- Townsendia texensis Larsen